# Karelianite
La karelianite (simbolo IMA: Kar) è un raro minerale del gruppo dell'ematite appartenente alla classe minerale degli "ossidi e idrossidi" con composizione chimica V2O3 e quindi, da un punto di vista chimico, è un ossido di vanadio(III).

## Etimologia e storia
La karelianite è stata scoperta in parti ricche di solfuri in massi glaciali nel giacimento minerario di "Outokumpu" nella Carelia Settentrionale (Finlandia). L'analisi e la descrizione iniziale furono effettuate da J.V.P. Long, Yrjö Vuorelainen e Olavi Kouvo, che chiamarono il minerale come la sua località tipo.
Il campione tipo del minerale è conservato presso il National Museum of Natural History di Washington con i numeri di catalogo 121785 e 121786.
La karelianite è stata descritta per la prima volta in un momento in cui l'Associazione Mineralogica Internazionale (IMA), fondata nel 1958, era ancora in fase di creazione e i primi descrittori non presentavano costantemente nuovi minerali e nomi di minerali per la revisione prima della pubblicazione dell'IMA. Nella pubblicazione del 1967 della Commission on New Minerals, Nomenclature and Classification (CNMNC), la karelianite è stata quindi retrospettivamente riconosciuta come uno dei molti minerali scoperti tra il 1961 e il 1964.

## Classificazione
Nella Sistematica dei lapis (Lapis-Systematik) di Stefan Weiß al minerale è stato assegnato il sistema nº IV/C.04; questo corrisponde alla classe degli "ossidi con rapporto tra metallo e ossigeno = 2 : 3 (M2O3 e composti correlati)", dove la karelianite, insieme a eskolaite, ematite, corindone e tistarite, forma il "gruppo dell'ematite".
La nona edizione della sistematica dei minerali di Strunz, che è stata aggiornata l'ultima volta dall'Associazione Mineralogica Internazionale (IMA) nel 2009, elenca la karelianite nella classe "4. Ossidi (idrossidi, V[5,6] vanadati, arseniti, antimoniti, bismutiti, solfiti, seleniti, telluriti, iodati)" e da lì nella sottoclasse "4.C Metallo:Ossigeno = 2:3, 3:5 e simili"; questa è ulteriormente suddivisa in base alle dimensioni dei cationi coinvolti, in modo da trovare la karelianite nella sezione "4.CB Con cationi di media dimensione" dove insieme ad auroantimonato, brizziite, ecandrewsite, ematite, melanostibite, romanite, tistarite, corindone, eskolaite, geikielite, ilmenite e pirofanite forma il sistema nº 4.CB.05.
Tale classificazione viene mantenuta anche nell'edizione successiva, proseguita dal database "mindat.org" e chiamata Classificazione Strunz-mindat, dove però si aggiungono anche i minerali akimotoite, hemleyite e i due nuovi minerali ancora in attesa di un nome, un ossido di ferro-cromo e un minerale chiamato provvisoriamente UM1998-11-O-AuHSb.
Nella classificazione dei minerali secondo Dana, che viene utilizzata principalmente nel mondo anglosassone, la karelianite è elencata nella classe degli "ossidi e idrossidi" e quindi nella sottoclasse degli "ossidi", dove il minerale si trova insieme a eskolaite, ematite, corindone e tistarite nel "gruppo del corindone-ematite (romboedrico: R3c)" con il numero di sistema 04.03.01 all'interno della suddivisione degli "ossidi semplici con una carica cationica di 3+ (A2O3)".

## Chimica
Nella composizione ideale della karelianite (V2O3), che si realizza solo per via sintetica, il composto è costituito da vanadio e ossigeno nel rapporto di massa di 2 : 3. Ciò corrisponde a una frazione di massa (percentuale in peso) del 67,98 % in peso di vanadio e del 32,02% in peso di ossigeno. (= 100 % V2O3).
Nel caso di minerali formatisi in modo naturale, misurati in base al tipo di materiale della karelianite, questi valori possono differire a seconda delle condizioni di formazione e possono essere contaminati da miscele estranee. Oltre al 92,9% in peso di V2O3, nell'analisi del campione tipo sono stati misurati anche il 4,1% in peso di ossido ferrico (Fe2O3), il 3,7% di triossido di dicromo (Cr2O3) e l'1,5% di monossido di manganese (MnO).

## Abito cristallino
La karelianite cristallizza nel sistema trigonale nel gruppo spaziale R3c (gruppo nº 167) con i parametri del reticolo a = 4,952 Å e c = 14,002 Å, oltre ad avere 6 unità di formula per cella unitaria.

## Origine e giacitura
Nella sua località tipo, il giacimento minerario di Outokumpu in Finlandia, la karelianite si è formata in rocce altamente metamorfiche come scisto e quarzite. Inoltre, il minerale si trova anche nei depositi sedimentari di uranio e vanadio, come la miniera di "Mounana" vicino a Franceville (Gabon), e nel bitume di anthraxolite contenente vanadio (noto anche come pirobitume), come nella regione autonoma del Guangxi (Cina). A seconda di dove si trova, i minerali di accompagnamento possono includere calcopirite, corvusite, grafite, millerite, montroseite, pirite, pirrotite, quarzo, tremolite, titanite, uraninite e violarite.
Essendo una rara formazione mineraria, la karelianite è stata rilevata solo in pochi siti. A parte la sua località tipo nel giacimento minerario di Outokumpu nella Carelia Settentrionale, in Finlandia il minerale è stato trovato nel deposito metamorfico di solfuro con mineralizzazione di zinco a circa 11 km a sud-est di Vihanti nell'Ostrobotnia Settentrionale.
In Italia la karelianite è stata rinvenuta a Stazzema (Toscana).
Altri siti europei sono: Braunlage (Germania); Nové Mitrovice (Repubblica Ceca); la Repubblica di Carelia (Russia). Al di fuori dell'Europa: gli oblast' di Irkutsk e di Murmansk e nell'area del Lago Bajkal (Russia); nei distretti di Angul e di Bhilwara (India); nel dipartimento di Coronel Felipe Varela (Argentina); nel distretto di Thunder Bay (Canada); a Viti Levu (isole Figi); a Fotadrevo (Madagascar); nel distretto di Simanjiro (in Tanzania).

## Forma in cui si presenta in natura
La karelianite sviluppa grani prismatici fino a circa 0,5 mm di dimensione. Il minerale è completamente opaco e mostra una lucentezza metallica sui cristalli neri, che appaiono anche di colore grigio-brunastro olivastro alla luce riflessa; il colore dello striscio è nero.
Con una durezza Mohs compresa tra 8 e 9 (durezza di riferimento tra il topazio e il corindone), la karelianite è uno dei minerali duri che, se di adeguate dimensioni, è in grado di graffiare il vetro, oltre a poter graffiare anche il quarzo (durezza 7). Come il quarzo, la karelianite non ha proprietà fissili, ma si rompe come il vetro.